# Rezerwat przyrody Śnieżnica
Rezerwat przyrody Śnieżnica – leśny rezerwat przyrody na Śnieżnicy (1006 m n.p.m.) w Beskidzie Wyspowym. Leży w granicach Południowomałopolskiego Obszaru Chronionego Krajobrazu, na gruntach Skarbu Państwa w zarządzie Nadleśnictwa Limanowa. Administracyjnie jest to teren miejscowości Porąbka w gminie Dobra, w powiecie limanowskim, województwie małopolskim.
Utworzony został w 1968 r. Początkowo miał powierzchnię zaledwie 8,57 ha, ale w 2004 r. powiększony został do 24,92 ha.

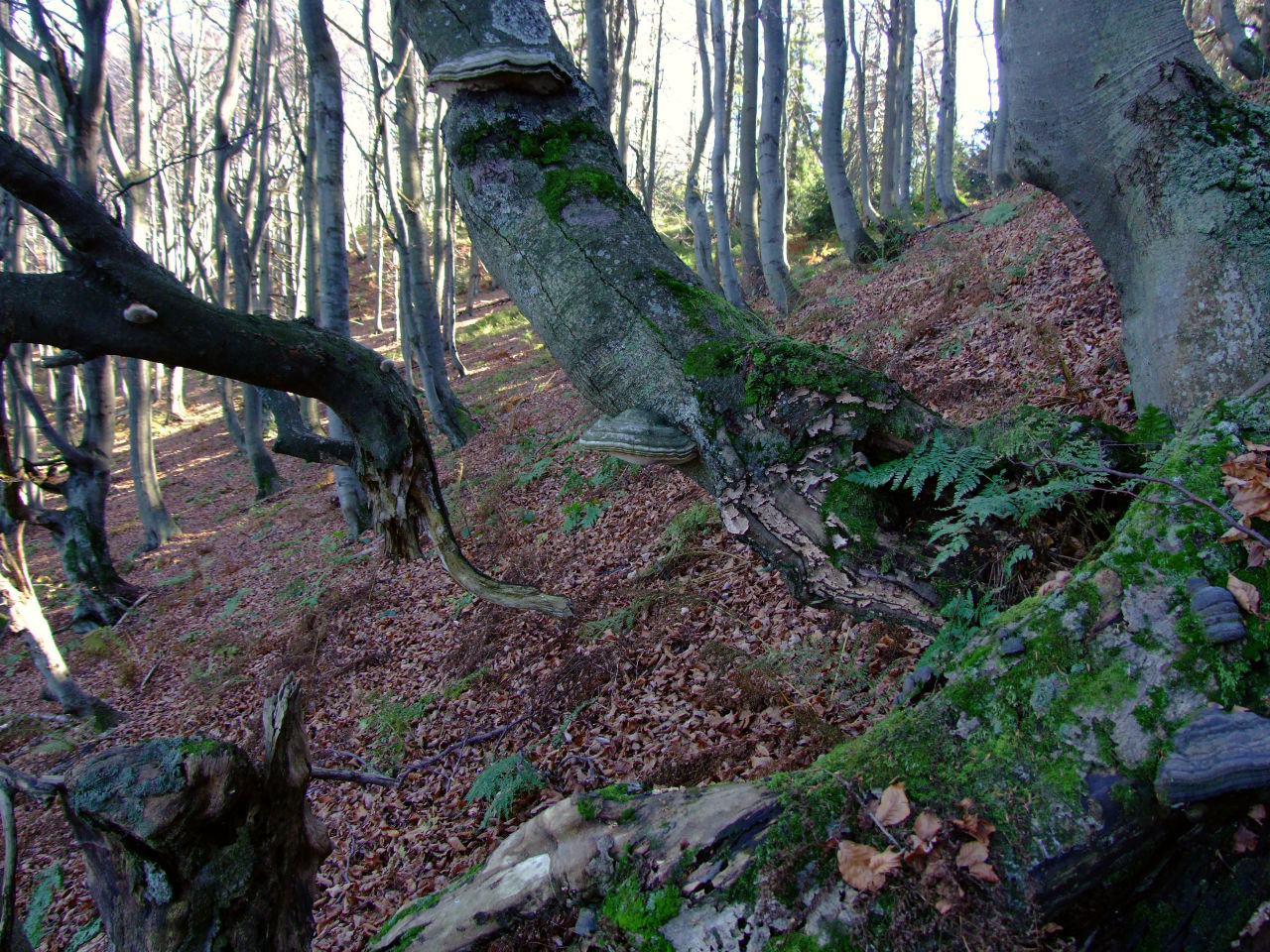
Buczyna karpacka

Rezerwat znajduje się na stromych zboczach po północnej stronie środkowego szczytu Śnieżnicy o nazwie Wierchy. Utworzony został dla ochrony naturalnego fragmentu buczyny karpackiej. Służy także ochronie rzadkich gatunków roślin i zwierząt, gleby i wód. Na jego obszarze znajdują się grzbietowe wychodnie skalne. W runie leśnym rzadkie i chronione rośliny, m.in. widłak goździsty, widłak jałowcowaty, tojad mocny, ciemiężyca zielona, kopytnik pospolity, a także śnieżyczka przebiśnieg i lilia złotogłów. Z dużych ssaków swoją ostoję mają tutaj: sarna, lis, jeleń, dzik, kuna leśna, a z większych ptaków myszołów zwyczajny, jarząbek, puszczyk.
Rezerwat nie posiada aktualnego planu ochrony.